# Gnathia inopinata
Gnathia inopinata är en kräftdjursart som beskrevs av Théodore Monod 1925. Gnathia inopinata ingår i släktet Gnathia och familjen Gnathiidae. Inga underarter finns listade i Catalogue of Life.